# 1611 w polityce

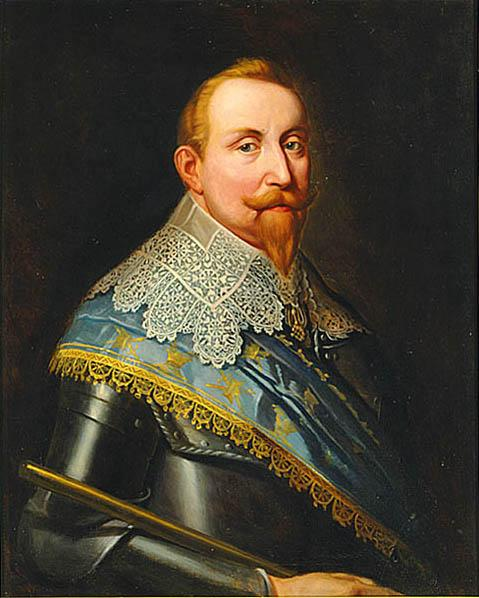
Gustaw II Adolf, król Szwecji

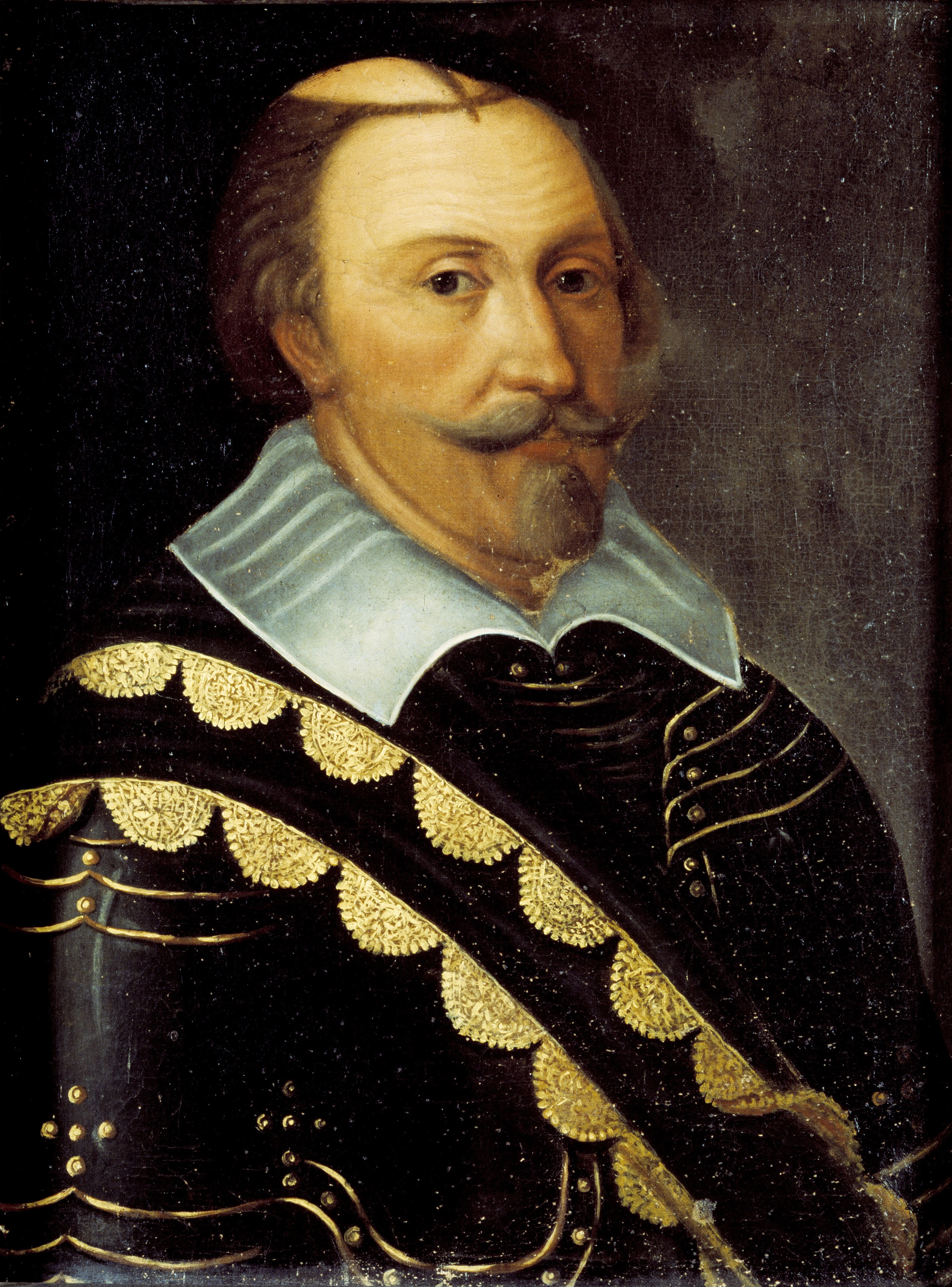
Karol IX Sudermański, król Szwecji

Wydarzenia polityczne w 1611 roku.

## Wydarzenia
- Gustaw II Adolf zostaje królem Szwecji (poległ w 1632)[1].

## Urodzili się
- 18 sierpnia Ludwika Maria Gonzaga, żona dwóch polskich królów, braci Władysława IV i Jana Kazimierza (zm. 1667)[2].

## Zmarli
- Karol IX Sudermański, król Szwecji, stryj Zygmunta III Wazy[3].
- Małgorzata Austriaczka, królowa Hiszpanii[4].